# Dokumentowanie rozgrywek ligowych od 1927 roku

## Serie książek dokumentujących rozgrywki ekstraklasy 1927-1932
W listopadzie 2016 ukazała się książka Andrzeja Gowarzewskiego, „Mistrzostwa Polski. Ludzie 1918-1939. 100 lat prawdziwej historii (1)”, w której zaprezentowano biogramy piłkarzy i trenerów, związanych z rozgrywkami ekstraklasy oraz o mistrzostwo Polski. 
W roku 2017 ukazała się kolejna książka tego samego autora - „Mistrzostwa Polski. Ludzie 1918-1939. 100 lat prawdziwej historii (2)”. Zawiera ona m.in. tabelaryczną dokumentację wszystkich meczów ligowych z lat 1927–1939. Dokumentacja ta obejmuje datę rozegrania każdego rozegrania meczu, wynik do przerwy oraz kończący mecz, nazwisko sędziego, strzelców goli, składy drużyn, minuty zmian bramkarzy, wykluczenia zawodników. Opracowania te ukazały się w ramach serii „Encyklopedia piłkarska FUJI”.
Równolegle ukazały się książki Jerzego Miatkowskiego i Jarosława Owsiańskiego: „1927. Ten pierwszy sezon ligowy”, „1928. Wisła po raz drugi”, „1929. Zielone mistrzostwo”, „1930. Liga dla Pasów”, „1931. Mistrz z Ludwinowa” oraz „1932. Czarne punkty”. Zawierają oddzielną dokumentację każdej z rozgrywek ligowych z lat 1927–1930. Opis każdego meczu zawiera miejsce, stadion, datę, godzinę, wynik i wynik do przerwy, nazwisko sędziego, składy drużyn, listę strzelców goli, wydarzenia meczowe oraz omówienie różnic w danych źródłowych. Przy każdym meczu określono wykaz przypisów źródłowych (kwerenda ok. 80 tytułów prasowych). Opracowania te stanowią serię książek „Polska Liga Piłki Nożnej”.
Składy drużyn z poszczególnych meczów, ale także inne informacje dotyczące szczegółów dokumentacyjnych, zawarte w obu tych seriach wydawnictw znacząco różnią się od siebie. Dla sezonów 1927, 1928, 1929, 1930, 1931 i 1932 omówiono najważniejsze różnice w dokumentowaniu rozgrywek ekstraklasy pomiędzy obiema seriami książek z podziałem na kategorie danych. Zestawienie obejmuje różnice w opublikowanych dotąd zestawach danych bez rozstrzygania ich wiarygodności.

## Daty rozegrania spotkań
| lp. | sezon | mecz                  | Encyklopedia FUJI | Polska Liga Piłki Nożnej | uwagi |
| --- | ----- | --------------------- | ----------------- | ------------------------ | ----- |
| 1.  | 1930  | ŁKS Łódź – Czarni     | 3 maja            | 4 maja                   | –     |
| 2.  | 1931  | Czarni – Warszawianka | 28 czerwca        | 29 czerwca               | –     |
| 3.  | 1931  | Polonia - Legia       | 13 września       | 12 września              | –     |

## Wyniki końcowe i wyniki do przerwy
| lp. | sezon | mecz                    | Encyklopedia FUJI | Polska Liga Piłki Nożnej | uwagi       |
| --- | ----- | ----------------------- | ----------------- | ------------------------ | ----------- |
| 1.  | 1927  | Ruch – Klub Turystów    | 2:0 (2:0)         | 2:0 (0:0)                | –           |
| 2.  | 1927  | Ruch – Pogoń            | 0:2 (0:2)         | 0:2 (0:0)                | –           |
| 3.  | 1927  | Polonia – Warszawianka  | 3:3 (1:2)         | 3:3 (2:2)                | [ a ] [ b ] |
| 4.  | 1927  | ŁKS Łódź – Pogoń        | 3:0 wo.           | 1:0 (1:0)                | [ c ]       |
| 5.  | 1928  | 1.FC Katowice – Polonia | 0:2 (0:2)         | 0:2 (0:0)                | –           |
| 6.  | 1929  | Pogoń - Ruch            | 3:4 (0:2)         | 3:4 (1:3)                | –           |
| 7.  | 1930  | ŁTSG Łódź – Legia       | 0:3 (0:2)         | 0:3 (0:0)                | –           |
| 8.  | 1930  | Polonia – Legia         | 3:1 (1:1)         | 3:1 (0:1)                | –           |
| 9.  | 1931  | Warta – Polonia         | 0:1 (0:0)         | 0:1 (0:1)                | –           |
| 10. | 1932  | Ruch - ŁKS Łódź         | 3:0 (1:0)         | 3:0 (2:0)                | –           |
| 11. | 1932  | Czarni – Warszawianka   | 1:0 (1:0)         | 1:0 (0:0)                | –           |

## Gospodarze spotkań
| lp. | sezon | data            | Encyklopedia FUJI        | Polska Liga Piłki Nożnej | uwagi |
| --- | ----- | --------------- | ------------------------ | ------------------------ | ----- |
| 1.  | 1927  | 3 kwietnia      | Ruch – 1.FC Katowice     | 1.FC Katowice – Ruch     | –     |
| 2.  | 1927  | 17 kwietnia     | Polonia – Warszawianka   | Warszawianka – Polonia   | [ a ] |
| 3.  | 1927  | 11 września     | Warszawianka – Polonia   | Polonia – Warszawianka   | [ a ] |
| 4.  | 1927  | 6 listopada     | 1.FC Katowice – Ruch     | Ruch – 1.FC Katowice     | –     |
| 5.  | 1928  | 18 marca        | Klub Turystów – ŁKS Łódź | ŁKS Łódź – Klub Turystów | –     |
| 6.  | 1928  | 28 października | ŁKS Łódź – Klub Turystów | Klub Turystów – ŁKS Łódź | –     |
| 7.  | 1929  | 7 kwietnia      | Warszawianka – Polonia   | Polonia – Warszawianka   | –     |
| 8.  | 1929  | 16 czerwca      | Legia – Warszawianka     | Warszawianka – Legia     | –     |
| 9.  | 1929  | 11 sierpnia     | Warszawianka – Legia     | Legia – Warszawianka     | –     |
| 10. | 1929  | 1 września      | Polonia – Warszawianka   | Warszawianka – Polonia   | –     |
| 11. | 1931  | 28 czerwca      | Lechia – Pogoń           | Pogoń – Lechia           | –     |
| 12. | 1931  | 15 listopada    | Pogoń – Lechia           | Lechia – Pogoń           | –     |

## Składy drużyn
| lp.  | sezon | mecz                       | Encyklopedia FUJI                                                                                              | Polska Liga Piłki Nożnej                      | uwagi |
| ---- | ----- | -------------------------- | --- | --------------------------------------------- | ----- |
| 1.   | 1927  | Jutrzenka – Wisła          | Lewkowicz, Halpern                                                                                             | S. Klotz, ?                                   | –     |
| 2.   | 1927  | 1.FC Katowice – Ruch       | E. Loewe | A. Loewe                                      | [ a ] |
| 3.   | 1927  | 1.FC – Klub Turystów       | Saft | E. Wieczorek                                  | –     |
| 4.   | 1927  | 1.FC – Klub Turystów       | E. Tadeusiewicz                                                                                                | H. Błaszczyński                               | –     |
| 5.   | 1927  | Jutrzenka – Czarni         | Lewkowicz, Halpern                                                                                             | S. Klotz, H. Barmherzig                       | –     |
| 6.   | 1927  | Ruch – ŁKS Łódź            | K. Frost | F. König                                      | –     |
| 7.   | 1927  | Ruch – ŁKS Łódź            | Goslawski | Mikołajczyk                                   | –     |
| 8.   | 1927  | Jutrzenka – TKS Toruń      | J. Grünberg. S. Pitzele                                                                                        | Hütner, ?                                     | –     |
| 9.   | 1927  | Jutrzenka – TKS Toruń      | W. Lewandowski, A. Gumowski, B. Suchocki, Skierski, Jabłoński, W. Wierzchowski                                 | ?, ?                                          | –     |
| 10.  | 1927  | Ruch – Warszawianka        | Kutz, K. Frost                                                                                                 | P. Rychlik, Buchwald                          | –     |
| 11.  | 1927  | Ruch – Warszawianka        | St. Zwierz, Wiśniewski, Korngold                                                                               | Wojciechowski, Bibrych, S. Luxenburg          | –     |
| 12.  | 1927  | Polonia – Wisła            | Makowski | Stef. Wójcik                                  | –     |
| 13.  | 1927  | TKS Toruń – Ruch           | M. Wierchowski, Dabert                                                                                         | J. Suchocki, K. Lewandowski                   | –     |
| 14.  | 1927  | Warta – Jutrzenka          | M. Śmiglak, Radojewski                                                                                         | ?, ?                                          | –     |
| 15.  | 1927  | Warta – Jutrzenka          | Borgenicht, Balsam, Kellermann, J. Grünberg, S. Pitzele, Steigler, Lewkowicz, Halpern                          | ?, ?                                          | –     |
| 16.  | 1927  | Jutrzenka – Polonia        | Meller, Borgenicht, Kellermann, I. Barmherzig, Halpern, H. Barmherzig                                          | Elsner, ?, ?                                  | –     |
| 17.  | 1927  | Jutrzenka – Polonia        | Gross, Maderski, W. Loth, Hamburger                                                                            | Keller, ?, Kozłowski, Krygier                 | –     |
| 18.  | 1927  | TKS – Klub Turystów        | W. Lewandowski, Jabłoński, J. Cieszyński                                                                       | Zdrojewski, ?, ?                              | –     |
| 19.  | 1927  | TKS – Klub Turystów        | Bersch, Kulawiak, S. Kubik                                                                                     | Hermans, ?, ?                                 | –     |
| 20.  | 1927  | Pogoń – Warszawianka       | Bibrych | Kempa                                         | –     |
| 21.  | 1927  | Ruch – Hasmonea            | Horowitz | Goldstaub                                     | –     |
| 22.  | 1927  | 1.FC – Warszawianka        | Tichauer | E. Wieczorek                                  | –     |
| 23.  | 1927  | 1.FC – Warszawianka        | E. Hahn, Bibrych                                                                                               | Fijałkowski, Wiśniewski                       | –     |
| 24.  | 1927  | Hasmonea – TKS Toruń       | Vetter | Leśniewski                                    | –     |
| 25.  | 1927  | TKS Toruń – Pogoń          | Braun, L. Cieszyński, K. Lewandowski, Leśniewski                                                               | Zdrojewski, Konieczka, ?, ?                   | –     |
| 26.  | 1927  | TKS Toruń – Pogoń          | Mauer, Deutschman, Zimmer                                                                                      | Giebartowski, ?, ?                            | –     |
| 27.  | 1927  | Jutrzenka – Ruch           | Meller, Glücksman, Kellermann, I. Barmherzig, Halpern, D. Grünberg                                             | ?, ?                                          | –     |
| 28.  | 1927  | Jutrzenka – Ruch           | Krömer, Kałuża, Kusz, F. König, Badura, Bartoszek, Rebosione                                                   | ?, ?                                          | –     |
| 29.  | 1927  | Wisła – 1.FC Katowice      | K. Kossok, Jonczyk                                                                                             | E. Wieczorek, R. Kossok                       | –     |
| 30.  | 1927  | Ruch – Klub Turystów       | B. Michalski, Marczewski, S. Kubik, Magin                                                                      | Lass, Kędzierzawski, Bałczewski, Błaszczyński | –     |
| 31.  | 1927  | Legia – Hasmonea           | Goldstaub | Hoch                                          | –     |
| 32.  | 1927  | TKS Toruń – Wisła          | Zdrojewski, Leśniewski                                                                                         | Braun, Vetter                                 | –     |
| 33.  | 1927  | 1.FC Katowice – ŁKS Łódź   | Wyleziol | Tichauer                                      | –     |
| 34.  | 1927  | 1.FC Katowice – ŁKS Łódź   | Jasiński | Jańczyk                                       | –     |
| 35.  | 1927  | Jutrzenka – Warszawianka   | Glücksman, J. Grünberg, I. Barmherzig, A. Pitzele                                                              | ?, ?                                          | –     |
| 36.  | 1927  | Jutrzenka – Warszawianka   | Fijałkowski, Bibrych, S. Jung, Hasselbusch, S. Korngold                                                        | ?, ?                                          | –     |
| 37.  | 1927  | Ruch – Legia               | Kutz, Kusz, Gensior, Badura, K. Frost                                                                          | ?, ?                                          | –     |
| 38.  | 1927  | Ruch – Legia               | Amirowicz, Zajączkowski, Sobolta, Śliwa, F. Wójcik, W. Przeździecki, Krawuś                                    | ?, ?                                          | –     |
| 39.  | 1927  | Jutrzenka – Pogoń          | Lachowicz | Sobociński                                    | –     |
| 40.  | 1927  | Jutrzenka – 1.FC           | Geisler | J. Görlitz                                    | –     |
| 41.  | 1927  | Czarni – TKS Toruń         | M. Wierzchowski                                                                                                | P. Wierzchowski                               | –     |
| 42.  | 1927  | Klub Turystów – Ruch       | S. Kubik | F. Włodarczyk                                 | –     |
| 43.  | 1927  | Klub Turystów – Ruch       | A. Loewe | Rychlik                                       | –     |
| 44.  | 1927  | 1.FC – Hasmonea            | Tichauer, R. Kossok, Joschke                                                                                   | E. Wieczorek, ?, ?                            | [ a ] |
| 45.  | 1927  | 1.FC – Hasmonea            | Birnbach, Horowitz, Fleischer, Seidel, Urich, Parness                                                          | ?, ? ?, ?                                     | [ a ] |
| 46.  | 1927  | Polonia – Jutrzenka        | A. Pitzele | Bloch                                         | –     |
| 47.  | 1927  | Warta – ŁKS Łódź           | Gosławski, Feja                                                                                                | Sowiak, K. Miller                             | –     |
| 48.  | 1927  | Polonia – Czarni           | Chmielowski | Harasymowicz                                  | –     |
| 49.  | 1927  | Hasmonea – ŁKS Łódź        | Kowalczyk | Z. Kowalski                                   | –     |
| 50.  | 1927  | Warszawianka – Jutrzenka   | Weinberg | Barmherzig                                    | –     |
| 51.  | 1927  | Klub Turystów – 1.FC       | K. Kossok | Dittmer                                       | –     |
| 52.  | 1927  | TKS Toruń – Czarni         | Zdrojewski, Skierski, Stogowski, A. Gumowski, P. Gumowski, J. Suchocki, J. Cieszyński, M. Wierzchowski, Dabert | ?, ?                                          | –     |
| 53.  | 1927  | TKS Toruń – Czarni         | Bydliński, Konopasek, Hnetnik, Grabowiecki, Harasymowicz, Chmielowski, Domiczek                                | ?, ?                                          | –     |
| 54.  | 1927  | 1.FC – Jutrzenka           | Tichauer | E. Wieczorek                                  | –     |
| 55.  | 1927  | 1.FC – Jutrzenka           | Glücksman, Steigler, I. Barmherzig, A. Pitzele, Krumholz, Halpern, Weinberg                                    | ?, ?                                          | –     |
| 56.  | 1927  | ŁKS Łódź – 1.FC Katowice   | Weser, Heidenreich                                                                                             | E. Görlitz, E. Wieczorek                      | –     |
| 57.  | 1927  | Ruch – Jutrzenka           | Kutz, Gensior, Katzy                                                                                           | ?, ?                                          | –     |
| 58.  | 1927  | Ruch – Jutrzenka           | Steigler, Barmherzig                                                                                           | Traubman, Reiss                               | –     |
| 59.  | 1927  | Czarni – Legia             | Cholewa | Ciszewski                                     | –     |
| 60.  | 1927  | Wisła – Polonia            | Maderski | W. Loth                                       | –     |
| 61.  | 1927  | Warszawianka – Hasmonea    | Hasselbusch | Lachowicz                                     | –     |
| 62.  | 1927  | Warszawianka – Hasmonea    | Adler | Wolfstahl                                     | –     |
| 63.  | 1927  | Czarni – Warta             | S. Kopeć | J. Kopeć                                      | [ a ] |
| 64.  | 1927  | 1.FC Katowice – Warta      | K. Kossok | R. Kossok                                     | –     |
| 65.  | 1927  | Ruch – Czarni              | Domiczek | ?                                             | –     |
| 66.  | 1927  | Polonia – Hasmonea         | Redler, Horowitz                                                                                               | ?, ?                                          | –     |
| 67.  | 1927  | Warszawianka – TKS         | Skierski, J. Cieszyński, M. Wierzchowski                                                                       | B. Suchocki, ?, ?                             | –     |
| 68.  | 1927  | Ruch – 1.FC Katowice       | A. Loewe, E. Loewe, Vorreiter                                                                                  | A. Frost, Makselon, Zorzycki                  | –     |
| 69.  | 1927  | Ruch – 1.FC Katowice       | Geisler | Bischoff                                      | –     |
| 70.  | 1928  | Ruch – Śląsk               | M. Koenig | Zorzycki                                      | –     |
| 71.  | 1928  | Śląsk – 1.FC Katowice      | Heinrich | Hainisch                                      | –     |
| 72.  | 1928  | TKS Toruń – Polonia        | Obremski | J. Wiśniewski                                 | [ a ] |
| 73.  | 1928  | Polonia – Klub Turystów    | Bałczewski | Wieliszek                                     | –     |
| 74.  | 1928  | Wisła – Czarni             | T. Kowalski | Konopasek                                     | –     |
| 75.  | 1928  | Klub Turystów – Ruch       | Kutz | Kusz                                          | –     |
| 76.  | 1928  | Ruch – Polonia             | Jelski | W. Loth                                       | –     |
| 77.  | 1928  | TKS Toruń – Wisła          | Vetter | Chalski / Spychalski                          | –     |
| 78.  | 1928  | Cracovia – Śląsk           | L. Palka, Hanusik                                                                                              | Thomas, ?                                     | –     |
| 79.  | 1928  | Hasmonea – Polonia         | M. Ałaszewski                                                                                                  | Grabowski                                     | –     |
| 80.  | 1928  | Klub Turystów – Pogoń      | Słonecki | Prass                                         | –     |
| 81.  | 1928  | Czarni – ŁKS Łódź          | A. Śledź | J. Śledź                                      | –     |
| 82.  | 1928  | 1.FC – Hasmonea            | E. Görlitz | Spallek                                       | –     |
| 83.  | 1928  | Hasmonea – ŁKS Łódź        | Hoffmann | J. Durka                                      | –     |
| 84.  | 1928  | 1.FC – TKS Toruń           | E. Görlitz, Tichauer, Wyleziol, Machinek, Pohl                                                                 | Spallek, Wieczorek, ?, ?                      | –     |
| 85.  | 1928  | 1.FC – TKS Toruń           | P. Wierzchowski, Zaborowski, A. Gumowski, J. Cieszyński,                                                       | ?, ? (bez J. Cieszyńskiego)                   | [ a ] |
| 86.  | 1928  | Warta – Hasmonea           | Birnbach, Horowitz, Fleischer, Krumholz                                                                        | Mahler, ? ?, ?                                | –     |
| 87.  | 1928  | Śląsk – Warszawianka       | J. Palka, Józ. Kaiser                                                                                          | L. Palka, Je. Kaiser                          | –     |
| 88.  | 1928  | Klub Turystów – Legia      | J. Błaszczyński                                                                                                | Rapaport                                      | –     |
| 89.  | 1928  | Warszawianka – Wisła       | Czulak | Krupa                                         | –     |
| 90.  | 1928  | 1.FC – Klub Turystów       | A. Michalski, Friedmann                                                                                        | Chojnacki, Feder                              | [ d ] |
| 91.  | 1928  | Hasmonea – Śląsk           | Bieniek, Józ. Kaiser                                                                                           | Steinert, Je. Kaiser                          | –     |
| 92.  | 1928  | Czarni – Klub Turystów     | J. Drapała | Krasicki                                      | –     |
| 93.  | 1928  | Czarni – Klub Turystów     | H. Błaszczyński                                                                                                | Stolarski                                     | –     |
| 94.  | 1928  | Wisła – 1.FC Katowice      | Sośnica | Tichauer                                      | –     |
| 95.  | 1928  | Klub Turystów – Śląsk      | H. Błaszczyński                                                                                                | Chojnacki                                     | –     |
| 96.  | 1928  | Klub Turystów – Śląsk      | Thomas, Je. Kaiser, L. Palka, J. Palka, Markiefka                                                              | Józ. Kaiser, Steinert, ?, ?                   | [ a ] |
| 97.  | 1928  | Klub Turystów – Hasmonea   | J. Błaszczyńsk i                                                                                               | Rapaport                                      | –     |
| 98.  | 1928  | TKS Toruń – Pogoń          | W. Lewandowski, L. Cieszyński, P. Wierzchowski, B. Suchocki, A. Gumowski, Rutkowski, J. Suchocki, Zaborowski   | Keller, Stogowski ?, ?                        | –     |
| 99.  | 1928  | Legia – Czarni (dok.)      | Amirowicz, Asłanowicz                                                                                          | Strycharz, Nawrot                             | –     |
| 100. | 1928  | Polonia – ŁKS Łódź         | Gosławski, Stollenwerk                                                                                         | Małek, Sowiak                                 | –     |
| 101. | 1928  | ŁKS Łódź – Śląsk           | Józ. Kaiser | Je. Kaiser                                    | –     |
| 102. | 1928  | Warta – Ruch               | Frąckowiak | Przykucki                                     | –     |
| 103. | 1928  | Warta – Ruch               | Remet | Katzy                                         | –     |
| 104. | 1928  | TKS Toruń – ŁKS Łódź       | Fischer | Mila                                          | –     |
| 105. | 1928  | Wisła – ŁKS Łódź           | Fischer, Gałecki, Trzmiel                                                                                      | Jakubiec, Jerzewski, Kubiak                   | –     |
| 106. | 1928  | Warta – Czarni             | S. Drapała | J. Drapała                                    | [ a ] |
| 107. | 1928  | Śląsk – Wisła              | Heinrich | Hanusik                                       | –     |
| 108. | 1928  | Czarni – TKS Toruń         | Vetter | Chowald                                       | –     |
| 109. | 1928  | Pogoń – Klub Turystów      | Ałaszewski | Friedmann                                     | –     |
| 110. | 1928  | Śląsk – Warta              | L. Palka | J. Palka                                      | –     |
| 111. | 1928  | Klub Turystów – Czarni     | S. Kubik | M. Włodarczyk                                 | –     |
| 112. | 1928  | TKS Toruń – 1.FC           | Spałek, E. Wieczorek, Heidenreich, Bischoff, Sośnica, Wyleziol, Machinek, E. Görlitz                           | R. Kossok, ? ?, ?                             | –     |
| 113. | 1928  | Legia – Śląsk              | Badowski | Terlecki                                      | –     |
| 114. | 1928  | Hasmonea – Ruch            | Katzy, Remet                                                                                                   | Łukaszczyk, Szemura                           | –     |
| 115. | 1928  | Klub Turystów – Polonia    | A. Kubik | Niewiadomski                                  | –     |
| 116. | 1928  | Legia – 1.FC               | Wyleziol | Tichauer                                      | –     |
| 117. | 1928  | Śląsk – Cracovia           | J. Palka | L. Palka                                      | –     |
| 118. | 1928  | Czarni – Warszawianka      | S. Kopeć, A.Wronka                                                                                             | J. Kopeć, M. Wronka                           | [ a ] |
| 119. | 1928  | Warszawianka – K. Turystów | Ordon, K. Hahn                                                                                                 | Fijałkowski, St. Zwierz                       | –     |
| 120. | 1928  | 1.FC – Warta               | K. Kossok | R. Kossok                                     | –     |
| 121. | 1928  | Czarni – Śląsk             | S. Kopeć, A. Wronka                                                                                            | J. Kopeć, M. Wronka                           | [ a ] |
| 122. | 1928  | Czarni – Śląsk             | Je. Kaiser, Wil. Klecha, Wik. Klecha                                                                           | Thomas, J. Palka, ? Klecha                    | –     |
| 123. | 1928  | Ruch – Wisła               | Zug | K. Frost                                      | –     |
| 124. | 1928  | Warszawianka – Cracovia    | Fijałkowski, K. Hahn                                                                                           | St. Zwierz, Szenajch                          | –     |
| 125. | 1928  | Śląsk – Pogoń              | Mróz, Pytlik, Je. Kaiser, Waluś, Wil. Klecha, Wik. Klecha                                                      | Thomas, J. Palka, ?, ?                        | –     |
| 126. | 1928  | Śląsk – Pogoń              | Garbień | Zimmer                                        | –     |
| 127. | 1928  | Hasmonea – Warta           | Urich | Hübel                                         | –     |
| 128. | 1928  | 1.FC Katowice – Czarni     | Sośnica, Wyleziol, Knapczyk                                                                                    | R. Kossok, ?, ?                               | –     |
| 129. | 1928  | 1.FC Katowice – Czarni     | Olejniczak, Witkowski, Kosiński, Harasymowicz, Ozaist, Wronka, S. Kopeć                                        | Sawka, Papierkowski, ?, ?                     | –     |
| 130. | 1928  | Pogoń – Czarni             | S. Kopeć, A. Wronka                                                                                            | Sawka, M. Wronka                              | [ e ] |
| 131. | 1928  | Ruch – 1.FC Katowice       | Zug | Buchwald                                      | –     |
| 132. | 1928  | Hasmonea – Pogoń           | Batsch | Maurer                                        | –     |
| 133. | 1928  | ŁKS Łódź – Legia           | Kubiak | Gosławski                                     | –     |
| 134. | 1928  | Czarni – Wisła             | S. Drapała, S. Kopeć                                                                                           | Ostrowski, J. Kopeć                           | –     |
| 135. | 1928  | Polonia – Warszawianka     | Riesner | Zimowski                                      | –     |
| 136. | 1928  | Polonia – Warszawianka     | Jung, Piliszek                                                                                                 | Lachowicz, ?                                  | –     |
| 137. | 1928  | TKS Toruń – Legia          | L. Cieszyński, P. Wierzchowski, Zaborowski, P. Gumowski, Rutkowski, J. Cieszyński, J. Suchocki, J. Kowalski    | A. Gumowski, ?, ?                             | –     |
| 138. | 1928  | Czarni – Hasmonea          | Olejniczak, Ozaist, Kosiński, S. Kopeć, S. Drapała                                                             | M. Wronka, ?, ?                               | –     |
| 139. | 1928  | Wisła – Warszawianka       | Skrynkowicz | Burek                                         | –     |
| 140. | 1928  | Wisła – Warszawianka       | Redlich, Lachowicz, J. Luxenburg                                                                               | St. Zwierz, K. Hahn, Szenajch                 | –     |
| 141. | 1928  | Ruch – ŁKS Łódź            | Gałecki, Kubiak, Stollenwerk                                                                                   | Jerzewski, Małek, Sowiak                      | –     |
| 142. | 1928  | Śląsk – ŁKS Łódź           | Je. Kaiser | Józ. Kaiser                                   | –     |
| 143. | 1928  | Ruch – Warta               | Peterek | Remet                                         | –     |
| 144. | 1928  | Wisła – Hasmonea           | Blumenblatt, Adler                                                                                             | A. Grünberg, Mahler                           | –     |
| 145. | 1928  | 1.FC Katowice – ŁKS Łódź   | Kubiak, A. Śledź                                                                                               | Małek, Moskal                                 | –     |
| 146. | 1928  | Warta – Pogoń              | Zimmer | Garbień                                       | –     |
| 147. | 1928  | Śląsk – Ruch               | Kuczera, Pytlik, Thomas, Je. Kaiser, Wil. Klecha, Hanusik, Spruhs, Pruski                                      | Buchała, ?, ?                                 | –     |
| 148. | 1928  | ŁKS Łódź – Czarni          | Winnicki, Wronka                                                                                               | Majcherczyk, Ostrowski                        | –     |
| 149. | 1928  | 1.FC Katowice – Śląsk      | E. Wieczorek, Bischoff, Wyleziol, R. Kossok                                                                    | Sośnica, Pośpiech ?, ?                        | –     |
| 150. | 1928  | Czarni – Cracovia          | Olejniczak, S. Kopeć, Wronka                                                                                   | J. Kopeć, Harasymowicz, Ostrowski             | –     |
| 151. | 1928  | Wisła – Klub Turystów      | Kulawiak, Frankus                                                                                              | Schulz, Hermans                               | –     |
| 152. | 1928  | 1.FC – Warszawianka        | Heidenreich | E. Wieczorek                                  | –     |
| 153. | 1928  | Warta – Legia              | W. Przeździecki                                                                                                | Terlecki                                      | [ a ] |
| 154. | 1928  | Czarni – Warta             | Ostrowski | Papierkowski                                  | –     |
| 155. | 1928  | Czarni – Legia             | Ostrowski, S. Drapała                                                                                          | Papierkowski, J. Drapała                      | [ a ] |
| 156. | 1928  | Warszawianka – Śląsk       | E. Hahn, Bibrych                                                                                               | Szenajch, ?                                   | –     |
| 157. | 1928  | Warszawianka – Śląsk       | A. Mrozek, Mróz, Thomas, Waluś, Je. Kaiser, Spruhs, Pruski                                                     | Goik, ?, ?                                    | –     |
| 158. | 1928  | Polonia – Ruch             | Komander | Krömer                                        | –     |
| 159. | 1928  | Czarni – Pogoń             | S. Drapała | Papierkowski                                  | –     |
| 160. | 1928  | Cracovia – 1.FC            | Maschke | R. Kossok                                     | –     |
| 161. | 1929  | Klub Turystów – 1.FC       | W. Pradelok / Wilimowski                                                                                       | G. Pradellok                                  | –     |
| 162. | 1929  | Pogoń – Legia              | Nawrot | Ciszewski                                     | –     |
| 163. | 1929  | Klub Turystów – Polonia    | Krygier | J. Suchocki                                   | –     |
| 164. | 1929  | Wisła – Legia              | Bajorek | Makowski                                      | –     |
| 165. | 1929  | Wisła – Czarni             | Józ. Kotlarczyk, Nowakowski                                                                                    | Makowski, Balcer                              | –     |
| 166. | 1929  | Garbarnia – Warta          | Augustyn | ?                                             | –     |
| 167. | 1929  | Garbarnia – Warta          | Przykucki | ?                                             | –     |
| 168. | 1929  | Pogoń – Czarni             | A. Wronka | Harasymowicz                                  | –     |
| 169. | 1929  | Ruch – Wisła               | Makowski, S. Reyman                                                                                            | Zasada, Czulak                                | –     |
| 170. | 1929  | ŁKS Łódź – Cracovia        | A. Śledź | J. Śledź                                      | –     |
| 171. | 1929  | 1.FC – ŁKS Łódź            | Jańczyk, A. Śledź                                                                                              | Feja, J. Śledź                                | –     |
| 172. | 1929  | Klub Turystów – Czarni     | A. Michalski                                                                                                   | Świętosławski                                 | –     |
| 173. | 1929  | ŁKS Łódź– Klub Turystów    | Świętosławski                                                                                                  | A. Michalski                                  | –     |
| 174. | 1929  | Warta – ŁKS Łódź           | Feja | Jańczyk                                       | –     |
| 175. | 1929  | Warta – Polonia            | Hyla, Biedrzycki                                                                                               | Jelski, Szczepaniak                           | –     |
| 176. | 1929  | Pogoń – Ruch               | A. Dziwisz | Zorzycki                                      | –     |
| 177. | 1929  | Cracovia – Klub Turystów   | S. Malczyk | Rusin                                         | –     |
| 178. | 1929  | Czarni – ŁKS Łódź          | Ostrowski | Papierkowski                                  | –     |
| 179. | 1929  | Czarni – Warszawianka      | Ostrowski | Papierkowski                                  | –     |
| 180. | 1929  | Polonia – Warta            | Przykucki | G. Scherfke                                   | –     |
| 181. | 1929  | 1.FC – Garbarnia           | E. Wieczorek                                                                                                   | Opolka                                        | –     |
| 182. | 1929  | 1.FC – Garbarnia           | Wojciechowski, Konkiewicz, Augustyn                                                                            | ?, Bill, ?                                    | –     |
| 183. | 1929  | Cracovia – ŁKS Łódź        | Jerzewski | Jasiński                                      | –     |
| 184. | 1929  | Warta – Ruch               | Peterek | A. Dziwisz                                    | –     |
| 185. | 1929  | Polonia – Legia            | H. Przeździecki                                                                                                | Cebulak                                       | –     |
| 186. | 1929  | Ruch - Garbarnia           | Wilczkiewicz                                                                                                   | Brzeziński                                    | [ f ] |
| 187. | 1929  | Pogoń – Warszawianka       | Zimmer | Prass                                         | –     |
| 188. | 1929  | Cracovia – Garbarnia       | E. Nowak | Augustyn                                      | –     |
| 189. | 1929  | 1.FC – Polonia             | Knapczyk | Maschke                                       | –     |
| 190. | 1929  | Warta – Garbarnia          | Bill, Pater, Czub                                                                                              | Konkiewicz, Jesionka, Augustyn                | –     |
| 191. | 1929  | Ruch – ŁKS Łódź            | Zorzycki | K. Dziwisz                                    | –     |
| 192. | 1929  | ŁKS Łódź – Warta           | M. Śmiglak | Flieger                                       | –     |
| 193. | 1929  | Garbarnia – Pogoń          | Gregorczyk, Augustyn, Czubryt                                                                                  | ?, Czub                                       | –     |
| 194. | 1930  | Cracovia - Ruch            | Kiełbasa, Zorzycki                                                                                             | Badura, K. Dziwisz                            | –     |
| 195. | 1930  | Ruch - Legia               | Kremer, E. Loewe                                                                                               | Pinkawa, Buchwald                             | –     |
| 196. | 1930  | Ruch - Garbarnia           | Gensior | Kałuża                                        | –     |
| 197. | 1930  | Ruch - Garbarnia           | M. Mazur | Skwarczowski                                  | –     |
| 198. | 1930  | Ruch - Polonia             | Katzy | Kusz                                          | –     |
| 199. | 1930  | Garbarnia - Czarni         | Kowalski, Czub                                                                                                 | Gregorczyk, Skwarczowski                      | –     |
| 200. | 1930  | ŁTSG - Garbarnia           | Gregorczyk | Wojciechowski                                 | –     |
| 201. | 1930  | Cracovia - ŁTSG            | Voigt, Milde                                                                                                   | Triebel, Hensel                               | –     |
| 202. | 1930  | ŁTSG - Legia               | Voigt, Milde                                                                                                   | Wünsch, Triebel                               | –     |
| 203. | 1930  | Garbarnia - Ruch           | Skwarczowski                                                                                                   | Augustyn                                      | –     |
| 204. | 1930  | Garbarnia - Ruch           | Kusz, Peterek, Obtułowicz                                                                                      | Zorzycki, Kałuża, ?                           | –     |
| 205. | 1930  | Ruch - Wisła               | Stefaniuk | Balcer                                        | –     |
| 206. | 1930  | Polonia - Ruch             | Kiełbasa, Kałuża                                                                                               | Zorzycki, ?                                   | –     |
| 207. | 1930  | Polonia - Czarni           | Sawka | T. Mazur                                      | –     |
| 208. | 1930  | Wisła - Garbarnia          | Pachner, Adamek, Sołtysik                                                                                      | Skrynkowicz, Kisieliński, Łyko                | –     |
| 209. | 1930  | ŁKS Łódź - Ruch            | Badura, Gensior, Kałuża                                                                                        | Komander, A. Dziwisz, ?                       | –     |
| 210. | 1930  | Wisła - Legia              | Skwarczyński, W. Przeździecki                                                                                  | Żukowski, Kotkowski                           | –     |
| 211. | 1930  | Ruch - Warszawianka        | Zaborowski, Materski                                                                                           | ?, ?                                          | –     |
| 212. | 1930  | Ruch - Cracovia            | A. Dziwisz | K. Dziwisz                                    | –     |
| 213. | 1930  | Legia - ŁTSG Lódź          | Schaller | Nowakowski                                    | –     |
| 214. | 1930  | Legia - ŁTSG Lódź          | Triebel, Heubschell                                                                                            | Triebe, Voigt                                 | –     |
| 215. | 1930  | Ruch - Warta               | G. Scherfke | F. Scherfke                                   | [ g ] |
| 216. | 1931  | Legia - Lechia             | Schusterschütz                                                                                                 | Serwatiuk                                     | –     |
| 217. | 1931  | Warta - ŁKS Łódź           | Jasiński | Jańczyk                                       | –     |
| 218. | 1931  | ŁKS Łódź - Pogoń           | Jerzewski, R. Wańczycki                                                                                        | Czyżewicz, Prass                              | –     |
| 219. | 1931  | Warta - Warszawianka       | Zarzecki, Wróblewski, Fert, E. Hahn, Materski                                                                  | ?, ?                                          | –     |
| 220. | 1931  | Cracovia - Warszawianka    | Pyszkowski | W. Abramowicz                                 | –     |
| 221. | 1931  | Warta - Lechia             | Zborowski, Oracz, Dmytrow, Wasiewicz, Pierczek, Aseńko, Kruk, Schusterschütz                                   | ?, ?                                          | –     |
| 222. | 1931  | Warszawianka - Czarni      | Pyszkowski | W. Abramowicz                                 | –     |
| 223. | 1931  | ŁKS Łódź - Czarni          | Witkowski, Lemiszko                                                                                            | Amirowicz, Łańko                              | –     |
| 224. | 1931  | Warta - Legia              | Miklas | M. Śmiglak                                    | –     |
| 225. | 1931  | Ruch - Czarni              | Ostrowski | Kossowski                                     | –     |
| 226. | 1931  | Ruch - Warszawianka        | Kałuża, A. Loewe                                                                                               | Wadas, E. Loewe                               | –     |
| 227. | 1931  | Ruch - Warszawianka        | Rusin, Wróblewski, Fert, Wilgusiak, E. Hahn, J. Jung, Piliszek, Polak, Skiba                                   | ?, ?                                          | –     |
| 228. | 1931  | Czarni - Cracovia          | Ostrowski | Kossowski                                     | –     |

## Zmiany bramkarzy
| lp. | sezon | mecz                      | Encyklopedia FUJI              | Polska Liga Piłki Nożnej      | uwagi |
| --- | ----- | ------------------------- | ------------------------------ | ----------------------------- | ----- |
| 1.  | 1927  | Jutrzenka – Wisła         | J. Elsner                      | W. Meller (J. Elsner)         | –     |
| 2.  | 1927  | 1.FC – Jutrzenka          | J. Elsner                      | J. Elsner (?)                 | –     |
| 3.  | 1927  | TKS Toruń – Wisła         | Folga (Łukiewicz)              | Folga (?)                     | –     |
| 4.  | 1927  | Hasmonea – Jutrzenka      | W. Meller (J. Elsner)          | W. Meller (?)                 | –     |
| 5.  | 1927  | Czarni – Legia            | Adamowicz (Akimow)             | Akimow                        | –     |
| 6.  | 1927  | Warta – Klub Turystów     | Kasprzak                       | Kasprzak (Fontowicz)          | [ h ] |
| 7.  | 1927  | Warta – TKS Toruń         | Fontowicz (F. Scherfke)        | Fontowicz (?)                 | –     |
| 8.  | 1927  | Jutrzenka – ŁKS Łódź      | Mila                           | Mila (Cyll)                   | –     |
| 9.  | 1927  | Ruch – 1.FC Katowice      | Kremer (Komander)              | Krömer                        | –     |
| 10. | 1928  | Czarni – Legia            | Adamowicz (Akimow)             | Akimow                        | –     |
| 11. | 1928  | Warta – Hasmonea          | A. Grünberg                    | A. Grünberg (Arnold)          | –     |
| 12. | 1928  | Wisła – TKS Toruń         | Keller (M. Wierzchowski)       | Keller (?)                    | –     |
| 13. | 1928  | Legia – 1.FC Katowice     | Adamowicz                      | Adamowicz (Akimow)            | –     |
| 14. | 1928  | 1.FC Katowice – Czarni    | E. Görlitz (K. Kossok)         | E. Görlitz (?)                | –     |
| 15. | 1928  | Ruch – Warta              | Kremer (Komander)              | Krömer                        | –     |
| 16. | 1928  | Wisła – Garbarnia         | Koźmin                         | Koźmin (Ketz)                 | –     |
| 17. | 1928  | Legia – 1.FC Katowice     | Spałek                         | Spallek (Burek)               | –     |
| 18. | 1929  | 1. FC Katowice – ŁKS Łódź | Mila                           | MIla (Jakubiec)               | –     |
| 19. | 1929  | Polonia – Pogoń           | S. Kisieliński (Seichter)      | S. Kisieliński (?)            | –     |
| 20. | 1929  | Warszawianka – Garbarnia  | Domański (Poślada)             | Domański (?)                  | –     |
| 21. | 1929  | Cracovia – ŁKS Łódź       | Mila (Jegorow)                 | Mila (Hrynkiewicz)            | –     |
| 22. | 1929  | Garbarnia – Wisła         | Gregorczyk (J. Wojciechowski)  | ?                             | –     |
| 23. | 1929  | Warta – Garbarnia         | Gregorczyk                     | Gregorczyk (J. Wojciechowski) | –     |
| 24. | 1929  | ŁKS Łódź – Legia          | Skwarczyński (Żukowski)        | Skwarczyński (Akimow)         | –     |
| 25. | 1929  | Ruch – Klub Turystów      | B. Michalski (Rapaport)        | B. Michalski                  | –     |
| 26. | 1929  | Legia – Garbarnia         | J. Kowalski (J. Wojciechowski) | Gregorczyk (?)                | –     |
| 27. | 1929  | Cracovia – Polonia        | S. Kisieliński (Olewski)       | S. Kisieliński (?)            | –     |
| 28. | 1929  | Warszawianka – 1.FC       | Spałek (Gawelski)              | Spallek                       | –     |
| 29. | 1929  | Legia – Klub Turystów     | Skwarczyński (Żukowski)        | Skwarczyński (?)              | –     |
| 30. | 1930  | ŁTSG Łódź - ŁKS Łódź      | Mila                           | Mila (Jakubiec)               | –     |
| 31. | 1930  | Garbarnia - Czarni        | Krasicki                       | Krasicki (Kasprzak)           | –     |
| 32. | 1930  | Warta - Cracovia          | Fontowicz                      | Fontowicz (Kasprzak)          | –     |
| 33. | 1930  | Wisła - Ruch              | Koźmin                         | Koźmin (?)                    | –     |
| 34. | 1930  | Legia - Warszawianka      | Skwarczyński (Kotkowski)       | Skwarczyński (Żukowski)       | –     |
| 35. | 1930  | Garbarnia - Legia         | Gregorczyk (Kowalski)          | Gregorczyk (Wojciechowski)    | –     |
| 36. | 1930  | ŁTSG Łódź- Czarni         | Falkowski                      | Falkowski (Thiel)             | –     |
| 37. | 1930  | Garbarnia - ŁTSG Łódź     | Falkowski                      | Falkowski (Thiel)             | –     |
| 38. | 1930  | Garbarnia - Ruch          | Gregorczyk                     | Gregorczyk (?)                | –     |
| 39. | 1930  | Garbarnia - Cracovia      | Gregorczyk                     | Gregorczyk (Wojciechowski)    | –     |
| 40. | 1930  | ŁTSG - Warszawianka       | Falkowski                      | Falkowski (Thiel)             | –     |
| 41. | 1930  | Legia - ŁTSG Łódź         | Falkowski (Freudenreich)       | Falkowski (Lass)              | –     |
| 42. | 1930  | Warszawianka - Garbarnia  | Domański (Winerowicz)          | Domański (?)                  | –     |
| 43. | 1931  | Legia- Polonia            | Żukowski (Skwarczyński)        | Skwarczyński                  | –     |

## Wykluczenia z gry
| lp. | sezon | mecz                      | Encyklopedia FUJI      | Polska Liga Piłki Nożnej | uwagi |
| --- | ----- | ------------------------- | ---------------------- | ------------------------ | ----- |
| 1.  | 1927  | Warta – Czarni            | Dąbrowski, Chmielowski | Dąbrowski, Konopasek     | –     |
| 2.  | 1927  | 1.FC Katowice – ŁKS Łódź  | –                      | Cyll                     | –     |
| 3.  | 1927  | Hasmonea – ŁKS Łódź       | –                      | A. Śledź                 | –     |
| 4.  | 1927  | Warszawianka – Jutrzenka  | St. Zwierz             | E. Hahn                  | –     |
| 5.  | 1927  | Warszawianka – Jutrzenka  | Traubman               | Halpern                  | –     |
| 6.  | 1927  | 1.FC Katowice – Jutrzenka | Tichauer               | nieustalony zawodnik     | –     |
| 7.  | 1927  | 1.FC Katowice – Jutrzenka | Balsam                 | nieustalony zawodnik     | –     |
| 8.  | 1927  | Hasmonea – Czarni         | –                      | Steuermann               | –     |
| 9.  | 1927  | Pogoń – Polonia           | Hamburger              | Krygier                  | –     |
| 10. | 1927  | Warta – Klub Turystów     | –                      | Rochowicz                | [ i ] |
| 11. | 1927  | TKS Toruń – Jutrzenka     | D. Grünberg            | J. Grünberg              | –     |
| 12. | 1928  | Pogoń – Śląsk             | Batsch                 | –                        | –     |
| 13. | 1927  | Cracovia – Śląsk          | Hanusik                | nieustalony zawodnik     | –     |
| 14. | 1928  | Ruch – Warszawianka       | –                      | Wróblewski               | –     |
| 15. | 1928  | 1.FC Katowice – Cracovia  | –                      | Kałuża                   | –     |
| 16. | 1928  | Legia – 1.FC Katowice     | Sośnica                | Bischoff                 | –     |
| 17. | 1928  | Ślask – Pogoń             | –                      | J. Palka                 | –     |
| 18. | 1928  | Legia – Polonia           | –                      | Hyla                     | –     |
| 19. | 1928  | Legia – Polonia           | –                      | W. Przeździecki          | –     |
| 20. | 1929  | Pogoń – Ruch              | Fichtel                | –                        | –     |
| 21. | 1930  | Crtacovia- Warszawianka   | –                      | St. Zwierz               | –     |
| 22. | 1930  | Wisła - Garbarnia         | –                      | Kisieliński              | –     |
| 23. | 1930  | Wisła - Garbarnia         | –                      | Augustyn                 | –     |
| 24. | 1930  | ŁKS Łódź - Ruch           | –                      | Dziwisz                  | –     |
| 25. | 1930  | ŁTSG Łódź - Wisła         | –                      | Wünsch                   | –     |
| 26. | 1930  | Legia - Polonia           | –                      | Ziemian                  | –     |
| 27. | 1931  | Wisła - Pogoń             | -                      | Hanin                    | –     |
| 28. | 1931  | Warszawianka - Pogoń      | Miecz. Matyas          | Nahaczewski              | –     |
| 29. | 1931  | Ruch - Czarni             | Urban                  | –                        | –     |
| 30. | 1932  | Warszawianka - Czarni     | –                      | S. Zwierz                | –     |
| 31. | 1932  | Warszawianka - Polonia    | –                      | Korngold                 | –     |
| 32. | 1932  | Czarni - Garbarnia        | –                      | K. Piłat                 | –     |
| 33. | 1932  | Polonia - 22 p.p.         | –                      | J. Pazurek               | –     |

## Wykorzystane rzuty karne
| lp. | sezon | mecz                         | Encyklopedia FUJI    | Polska Liga Piłki Nożnej | uwagi |
| --- | ----- | ---------------------------- | -------------------- | ------------------------ | ----- |
| 1.  | 1927  | Jutrzenka – TKS Toruń        | Herbstreit           | Stogowski                | –     |
| 2.  | 1927  | Czarni – 1.FC Katowice       | J. Görlitz           | Geisler                  | –     |
| 3.  | 1927  | 1.FC Katowice – Warszawianka | K. Kossok, K. Kossok | Geisler, Geisler         | –     |
| 4.  | 1927  | 1.FC Katowice – Hasmonea     | –                    | Geisler                  | –     |
| 5.  | 1927  | Hasmonea – Ruch              | Rebosione            | Katzy                    | –     |
| 6.  | 1927  | Warszawianka – Jutrzenka     | Steigler             | Krumholz                 | –     |
| 7.  | 1927  | Ruch – Wisła                 | –                    | Adamek                   | –     |
| 8.  | 1927  | Warta – Pogoń                | M. Śmiglak           | F. Scherfke              | –     |
| 9.  | 1928  | Śląsk – Czarni               | –                    | Pytlik                   | –     |
| 10. | 1928  | Cracovia – Śląsk             | Gintel               | Sperling                 | –     |
| 11. | 1928  | Ruch – Cracovia              | –                    | Gintel                   | –     |
| 12. | 1928  | Polonia – 1.FC Katowice      | E. Görlitz           | –                        | –     |
| 13. | 1928  | Pogoń – Ruch                 | –                    | Batsch                   | –     |
| 14. | 1928  | Polonia – 1.FC Katowice      | J. Görlitz           | E. Görlitz               | –     |
| 15. | 1928  | Ruch – 1.FC Katowice         | K. Kossok            | R. Kossok                | –     |
| 16. | 1928  | Ruch – Czarni                | –                    | Zorzycki                 | –     |
| 17. | 1928  | Warta – Pogoń                | Batsch               | Maurer                   | –     |
| 18. | 1929  | Pogoń – Ruch                 | Sobota               | –                        | –     |
| 19. | 1929  | Ruch – Polonia               | –                    | M. Ałaszewski            | –     |
| 20. | 1929  | Klub Turystów – Warta        | –                    | Żurkowski, Żurkowski     | [ j ] |
| 21. | 1931  | Lechia – Czarni              | Koch                 | –                        | -     |
| 22. | 1931  | Warta – Warszawianka         | Korngold             | –                        | -     |

## Gole samobójcze
| lp. | sezon | mecz                      | Encyklopedia FUJI        | Polska Liga Piłki Nożnej    | uwagi |
| --- | ----- | ------------------------- | ------------------------ | --------------------------- | ----- |
| 1.  | 1927  | Hasmonea – 1.FC Katowice  | J. Görlitz               | samob. Redler (Hasmonea)    | –     |
| 2.  | 1927  | ŁKS Łódź – Czarni         | Domiczek                 | samob. Gałecki (ŁKS)        | –     |
| 3.  | 1927  | Legia – Klub Turystów     | Czech                    | samob. Kulawiak (K.T.)      | –     |
| 4.  | 1927  | Pogoń – Czarni            | Garbień                  | samob. Dąbrowski (Czarni)   | –     |
| 5.  | 1927  | Klub Turystów – Jutrzenka | Weinberg                 | samob. Kulawiak (K.T.)      | –     |
| 6.  | 1928  | Polonia – Śląsk           | samob. Stylec (Śląsk)    | samob. nieustalony (Śląsk)  | –     |
| 7.  | 1928  | Polonia – 1.FC Katowice   | J. Görlitz               | samob. Miączyński (Polon.)  | –     |
| 8.  | 1928  | ŁKS Łódź – Śląsk          | Markiefka                | samob. Jasiński (ŁKS)       | –     |
| 9.  | 1928  | Legia- Hasmonea           | samob. Balsam (Hasm.)    | samob. nieustalony (Hasm.)  | –     |
| 10. | 1928  | Polonia – Warszawianka    | Krygier                  | samob. Wróblewski (Warsz.)  | –     |
| 11. | 1928  | Klub Turystów – 1.FC      | A. Michalski             | samob. R. Kossok (1.FC)     | –     |
| 12. | 1928  | Hasmonea – Śląsk          | Urich                    | samob. bramkarz (Śląsk)     | –     |
| 13. | 1929  | Wisła – Warszawianka      | Balcer                   | samob. Terlecki (Warsz.)    | –     |
| 14. | 1929  | ŁKS Łódź – Ruch           | Peterek                  | samob. Cyll (ŁKS)           | –     |
| 15. | 1929  | Pogoń – Ruch              | Peterek                  | samob. Mauer (Pogoń)        | –     |
| 16. | 1929  | Wisła – ŁKS Łódź          | Jan Kotlarczyk           | samob. Radomski (ŁKS)       | –     |
| 17. | 1929  | Cracovia – ŁKS Łódź       | Kubiński                 | samob. Mila (ŁKS)           | –     |
| 18. | 1929  | Warszawianka – Wisła      | sam. Wróblewski (Warsz.) | samob. Zarzecki (Warsz.)    | –     |
| 19. | 1929  | Polonia – Legia           | M. Ałaszewski            | samob. Schaller (Legia)     | –     |
| 20. | 1930  | Warszawianka – Ruch       | Jung                     | samob. Badura (Ruch)        | –     |
| 21. | 1930  | Garbarnia - Ruch          | samob. Kusz (Ruch)       | samob. Zorzycki (Ruch)      | –     |
| 22. | 1930  | Warszawianka – Wisła      | Czulak                   | samob. Fert (Warszawianka)  | –     |
| 23. | 1931  | ŁKS Łódź - Pogoń          | Tadeusiewicz             | samob. Czyżewicz (Pogoń)    | –     |
| 24. | 1931  | Warszawianka – Cracovia   | J. Jung                  | samob. Lasota (Cracovia)    | –     |
| 25. | 1932  | Wisła - 22 p.p.           | Bilewicz                 | samob. Szczepanik (Wisła)   | –     |
| 26. | 1932  | Warszawianka - Ruch       | Polak                    | samob. ? (Ruch)             | –     |
| 27. | 1932  | Warszawianka - Cracovia   | Chruściński              | samob. Polak (Warszawianka) | –     |
| 28. | 1932  | Polonia - 22 p.p.         | Bilewicz                 | samob. Laskowski (Polonia)  | –     |

## Liczba zdarzeń bramkowych
| lp. | sezon | rodzaj          | Encyklopedia FUJI | Polska Liga Piłki Nożnej | uwagi |
| --- | ----- | --------------- | ----------------- | ------------------------ | ----- |
| 1.  | 1927  | karne + (wyk.)  | 70                | 70 + 2                   | [ k ] |
| 1.  | 1927  | karne – (niew.) | 32                | 34 + 1                   | [ l ] |
| 1.  | 1927  | wolne           | 40                | 28 + 3                   | [ m ] |
| 1.  | 1927  | rogi            | 3                 | 3                        | –     |
| 1.  | 1927  | główki          | 69                | 63                       | –     |
| 1.  | 1927  | samobójcze      | 6                 | 11                       | –     |
| 2.  | 1928  | karne + (wyk.)  | 55                | 52 + 4                   | [ n ] |
| 2.  | 1928  | karne – (niew.) | 29                | 30                       | –     |
| 2.  | 1928  | wolne           | 23                | 26                       | –     |
| 2.  | 1928  | rogi            | 3                 | 4                        | –     |
| 2.  | 1928  | główki          | 61                | 64                       | –     |
| 2.  | 1928  | samobójcze      | 7                 | 12                       | [ a ] |
| 3.  | 1929  | karne + (wyk.)  | 35                | 35 + 2                   | [ o ] |
| 3.  | 1929  | karne – (niew.) | 30                | 30 + 1                   | [ p ] |
| 3.  | 1929  | wolne           | 16                | 13                       | –     |
| 3.  | 1929  | rogi            | 2                 | 1                        | –     |
| 3.  | 1929  | główki          | 36                | 42                       | –     |
| 3.  | 1929  | samobójcze      | 3                 | 9                        | –     |
| 4.  | 1930  | karne + (wyk.)  | 38                | 38                       | –     |
| 4.  | 1930  | karne – (niew.) | 9                 | 12                       | –     |
| 4.  | 1930  | wolne           | 15                | 16                       | –     |
| 4.  | 1930  | rogi            | 1                 | 2                        | –     |
| 4.  | 1930  | główki          | 42                | 46                       | –     |
| 4.  | 1930  | samobójcze      | 11                | 13                       | –     |
| 5.  | 1931  | karne + (wyk.)  | 27                | 25                       | –     |
| 5.  | 1931  | karne – (niew.) | 16                | 14                       | –     |
| 5.  | 1931  | wolne           | 15                | 16                       | –     |
| 5.  | 1931  | rogi            | 2                 | 3                        | –     |
| 5.  | 1931  | główki          | 57                | 55                       | –     |
| 5.  | 1931  | samobójcze      | 3                 | 5                        | –     |
| 6.  | 1932  | karne + (wyk.)  | 27                | 26 + 1                   | –     |
| 6.  | 1932  | karne – (niew.) | 23                | 23                       | –     |
| 6.  | 1932  | wolne           | 16                | 13                       | –     |
| 6.  | 1932  | rogi            | 1                 | 1                        | –     |
| 6.  | 1932  | główki          | 38                | 40 + 1                   | –     |
| 6.  | 1932  | samobójcze      | 2                 | 6                        | –     |

## Personalia zawodników
| lp. | sezon | zespół        | Encyklopedia FUJI                       | Polska Liga Piłki Nożnej       | uwagi  |
| --- | ----- | ------------- | --------------------------------------- | ------------------------------ | ------ |
| 1.  | 1927  | ŁKS Łódź      | Wawrzyniec Cyl                          | Wawrzyniec Cyll                | –      |
| 2.  | 1927  | Klub Turystów | Alfred Hermans                          | Adolf Hermans                  | –      |
| 3.  | 1927  | Hasmonea      | Józef Arnold                            | Franciszek Arnold              | –      |
| 4.  | 1927  | Hasmonea      | Breindel Seidel                         | Leon Seidel                    | [ q ]  |
| 5.  | 1927  | Hasmonea      | Max Wolfstahl                           | Maks Wolfsthal                 | [ r ]  |
| 6.  | 1927  | Hasmonea      | Ernest Adler                            | Ozjasz Adler                   | –      |
| 7.  | 1927  | Legia         | Teofil Terlecki                         | Marian Terlecki                | –      |
| 8.  | 1927  | Jutrzenka     | –                                       | Samuel Klotz                   | [ s ]  |
| 9.  | 1927  | Warta Poznań  | Marian Spoida                           | Marian Spojda                  | –      |
| 10. | 1927  | Ruch          | Ludwik Czernikowski                     | Alfred Czernichowski           | –      |
| 11. | 1927  | Czarni        | Stefan Witkowski (ur. 1892)             | Szczepan Witkowski (ur. 1898)  | –      |
| 12. | 1927  | Jutrzenka     | –                                       | Ignacy Hütner                  | –      |
| 13. | 1927  | Jutrzenka     | Jakub Ruppert                           | Leon Huppert                   | –      |
| 14. | 1927  | Hasmonea      | Szymon Medlinger                        | Seweryn Medlinger              | –      |
| 15. | 1927  | Ruch          | –                                       | Paweł Rychlik                  | –      |
| 16. | 1927  | Polonia       | –                                       | Józef Kozłowski                | –      |
| 17. | 1927  | Jutrzenka     | Ferdynand Glücksmann                    | Leon Glücksmann                | –      |
| 18. | 1927  | Warszawianka  | Władysław Papis                         | Władysław Pabis                | –      |
| 19. | 1927  | Jutrzenka     | Józef Rosenberg (ur. 1908)              | Józef Rosenberg (ur. 1905)     | –      |
| 20. | 1927  | Klub Turystów | Stefan Kubik ps. Włodarczyk II          | Franciszek Włodarczyk          | –      |
| 21. | 1927  | Jutrzenka     | Ignacy Weinberg                         | Eliasz Weinberg                | –      |
| 22. | 1927  | Ruch          | Augustyn Kiełbasa                       | Augustyn Kiołbasa              | –      |
| 23. | 1927  | Czarni        | Władysław Hnetnik                       | Władysław Hewak                | –      |
| 24. | 1927  | Ruch          | Maksymilian Koenig                      | Franciszek Koenig              | [ t ]  |
| 25. | 1927  | Hasmonea      | Marian Bachner                          | Jakub Bachner                  | -      |
| 26. | 1927  | Warta         | Stefan Schmidt                          | Edmund Szmyt                   | [ u ]  |
| 27. | 1927  | Jutrzenka     | Leon Reiss (ur. 1909)                   | Leon Reiss (ur. 1907)          | –      |
| 28. | 1927  | Czarni        | Stanisław Kopeć                         | Józef Kopeć                    | [ v ]  |
| 29. | 1927  | Warszawianka  | -                                       | Edward Lachowicz               | [ w ]  |
| 30. | 1927  | Ruch          | –                                       | Brunon Makselon                | –      |
| 31. | 1928  | Czarni        | Bronisław Kosiński                      | Wincenty Kosiński              | –      |
| 32. | 1928  | Ruch          | Franciszek Łukaszczyk                   | Józef Łukoszek                 | -      |
| 33. | 1928  | TKS Toruń     | Bruno Vetter ps. Chalski                | Chalski                        | -      |
| 34. | 1928  | Klub Turystów | –                                       | Eugeniusz Kowalewski           | -      |
| 35. | 1928  | Czarni        | Tadeusz Kowalski                        | –                              | [ x ]  |
| 36. | 1928  | TKS Toruń     | Witold Lewandowski                      | Alfons Lewandowski             | –      |
| 37. | 1928  | Warta         | Kazimierz Frąckowiak                    | Tadeusz Frąckowiak             | –      |
| 38. | 1928  | ŁKS Łódź      | Bernard Pilc                            | Hugo Piltz                     | –      |
| 39. | 1928  | Klub Turystów | Józef Błaszczyński ps. Schulz II        | -                              | –      |
| 40. | 1932  | Klub Turystów | Marian Rapaport                         | Majer Rapoport                 | –      |
| 41. | 1928  | Klub Turystów | Achil Friedmann ps. Feder               | Mikołaj Feder                  | –      |
| 42. | 1928  | Pogoń         | Jan Hemerling                           | Jan Hemmerling                 | –      |
| 43. | 1928  | Czarni        | Stanisław Drapała                       | Jan Drapała                    | –      |
| 44. | 1928  | Śląsk         | Józef Kaiser I                          | Jerzy Kaiser I                 | –      |
| 45. | 1928  | Śląsk         | Jerzy Kaiser II                         | Józef Kaiser II                | –      |
| 46. | 1928  | TKS Toruń     | Bruno Vetter ps. Chowald                | Chowald                        | –      |
| 47. | 1928  | Klub Turystów | Aleksander Kubik ps. Włodarczyk I       | Marian Włodarczyk              | –      |
| 48. | 1928  | Czarni        | –                                       | Mieczysław Wronka              | [ y ]  |
| 49. | 1928  | Ruch          | –                                       | Szemura (Schymura)             | –      |
| 50. | 1928  | Czarni        | Zbigniew Ostrowski ps. Papierkowski     | Stanisław Papierkowski         | –      |
| 51. | 1928  | Śląsk         | –                                       | Buchała                        | –      |
| 52. | 1928  | Śląsk         | –                                       | Józef Herbert Goik             | –      |
| 53. | 1929  | 1.FC Katowice | Wincenty Pradelok / / Ernest Wilimowski | Gerhard Pradellok              | –      |
| 54. | 1929  | Pogoń         | –                                       | Aleksander Wańczycki           | [ z ]  |
| 55. | 1929  | Klub Turystów | –                                       | Bronisław Szulc                | –      |
| 56. | 1929  | 1.FC Katowice | Ludwik Solik                            | Herbert Sulik                  | –      |
| 57. | 1929  | ŁKS Łódź      | –                                       | Eugeniusz Hrynkiewicz          | –      |
| 58. | 1929  | Garbarnia     | Edmund Nowak                            | August Nowak                   | [ aa ] |
| 59. | 1929  | Garbarnia     | –                                       | Julian Brzeziński              | [ ab ] |
| 60. | 1929  | Warszawianka  | Marek Chmielewski                       | Michał Chmielewski             | –      |
| 61. | 1929  | Garbarnia     | Józef Pater                             | –                              | [ ac ] |
| 62. | 1929  | 1.FC Katowice | –                                       | Kazimierz Cichoń               | [ ad ] |
| 63. | 1929  | 1.FC Katowice | Alfred Gawelski                         | –                              | [ aa ] |
| 64. | 1930  | ŁTSG Łódź     | Eryk Heubschell                         | Teodor Hensel                  | -      |
| 65. | 1930  | ŁTSG Łódź     | Alfred Hille                            | Bolesław Hille                 | -      |
| 66. | 1930  | ŁTSG Łódź     | Artur Thiele                            | Włodzimierz Thiel              | -      |
| 67. | 1930  | ŁTSG Łódź     | Fiszel Freudenreich                     | –                              | [ aa ] |
| 68. | 1930  | ŁTSG Łódź     | Erwin Gallert                           | Ernest Gahler                  | -      |
| 69. | 1931  | Lechia        | Franciszek Dmytrow                      | Franciszek Dmytrów             | –      |
| 70. | 1931  | Lechia        | –                                       | Władysław Serwatiuk            | –      |
| 71. | 1931  | Cracovia      | Oskar Selinger                          | Mojżesz Selinger               | –      |
| 72. | 1931  | ŁKS Łódź      | Eryk Steinke                            | Cezary Steinke                 | –      |
| 73. | 1931  | Lechia        | Bronisław Pierczek                      | Bronisław Pierczak             | –      |
| 74. | 1931  | Ruch          | –                                       | Ewald Loewe                    | [ ae ] |
| 75. | 1931  | Warszawianka  | Tadeusz Pyszkowski ps. Abramowicz       | Wacław Abramowicz              | –      |
| 76. | 1931  | Warta         | Władysław Miklas                        | –                              | [ af ] |
| 77. | 1931  | Czarni        | Zbigniew Ostrowski ps. Zbyszewski       | Wiktor Kossowski               | –      |
| 78. | 1931  | Ruch          | Hubert Wadas                            | Herbert Wadas                  | [ ag ] |
| 79. | 1932  | Cracovia      | Bronisław Kruczek                       | Jan Kruczek                    | [ ah ] |
| 80. | 1932  | 22 p.p.       | Stefan Pawlak                           | Stefan Pawlak (ur. 19.07.1908) | –      |
| 81. | 1932  | 22 p.p.       | Leon Jakubowski                         | Leonard Jakubowski             | –      |
| 82. | 1932  | 22 p.p.       | Edward Gwoździński                      | Zygmunt Gwoździński            | [ ai ] |
| 83. | 1932  | Wisła         | -                                       | Tadeusz Ostrowski              | –      |
| 84. | 1932  | Ruch          | Antoni Krawczyk                         | Edward Krawczyk                | –      |
| 85. | 1932  | ŁKS Łódź      | Artur Fiedler                           | Ernest Fiedler                 | –      |

## Źródła
Prasa codzienna i sportowa
„ABC” Poznań, „ABC” Warszawa, „Chwila” Lwów, „Czas” Kraków, „Der Oberschlesische Kurier” Królewska Huta, „Dos Naj Lebn” Białystok, „Dziennik Białostocki” Białystok, „Dziennik Bydgoski” Bydgoszcz, „Dziennik Ludowy” Lwów, „Dziennik Łódzki” Łódź, „Dziennik Poznański” Poznań, „Dziennik Wileński” Wilno, „Dzień Polski” Warszawa, „Echo” Łódź, „Echo Rówieńskie” Równe, „Express Częstochowski” Częstochowa, „Express Lubelski” Lublin, „Express Poleski”, „Express Poranny” Warszawa, „Express Wieczorny Ilustrowany” Łódź, „Express Wileński” Wilno, „Expres Zagłębia” Sosnowiec, „Freie Presse” Łódź, „Gazeta Bydgoska” Bydgoszcz, „Gazeta Gdańska” Gdynia, „Gazeta Lwowska” Lwów, „Gazeta Polska” Warszawa, „Gazeta Poranna” Lwów, „Gazeta Poranna dawniej 2 Grosze” Warszawa, „Gazeta Powszechna” Poznań, „Gazeta Poznańska i Pomorska” Poznań, „Gazeta Robotnicza” Katowice, „Gazeta Warszawska” Warszawa, „Głos Narodu” Kraków, „Głos Lubelski” Lublin, „Głos Obywatela” Białystok, „Głos Polski” Łódź, „Głos Poranny” Łódź, „Głos Robotnika” Toruń, „Goniec Śląski” Katowice, „Goniec Wielkopolski” Poznań, „Górnoślązak” Katowice, „Grodner Moment Express” Grodno, „Hasło Łódzkie” Łódź, „Ilustracja Poznańska i Nowiny Sportowe” Poznań, „Ilustrowana Republika” Łódź, „Ilustrowany Sport Śląski” Katowice, „Ilustrowany Kurier Codzienny” Kraków, „Junak” Poznań – Toruń, „Kattowitzer Zeitung” Katowice, „Kurier Lwowski” Lwów, „Kurier Łódzki” Łódź, „Kurier Polski” Warszawa, „Kurier Poranny” Warszawa, „Kurier Poznański” Poznań, „Kurier Warszawski” Warszawa, „Kurier Wileński” Wilno, „Kurier Zachodni” Sosnowiec, „Lwowski Kurier Poranny” Lwów, „Łódzkie Echo Wieczorne” Łódź, „Na straży” Katowice, „Naprzód” Kraków, „Nasz Przegląd” Warszawa, „Neue Lodzer Zeitung” Łódź, „Nowa Reforma” Kraków, „Nowy Dziennik” Kraków, „Nowy Kurier dawniej Postęp” Poznań, „Orędownik” Poznań, „Ostschlesische Post” Katowice, „Polonia” Katowice, „Polska Zachodnia” Katowice, „Polska Zbrojna” Warszawa, „Posener Tageblatt” Poznań, „Przegląd Kresowy” Grodno, „Przegląd Poranny” Poznań, „Przegląd Sportowy” Warszawa, „Przegląd Wieczorny” Warszawa, „Przegląd Wołyński” Łuck, „Przegląd Zachodni” Toruń, „Raz Dwa Trzy” Kraków, „Republika” Łódź, „Robotnik” Warszawa, „Rozwój” Łódź, „Rzeczpospolita” Warszawa, „Schlesische Zeitung” Bielsko, „Słowo” Radom, „Słowo” Wilno, „Słowo Polskie” Lwów, „Słowo Pomorskie” Toruń, „Sport” Katowice, „Sport” Lwów, „Stadion” Warszawa, „Światowid” Kraków, „Tempo” Kraków-Lublin, „Tygodnik Ilustrowany” Warszawa, „Tygodnik Przemyski” Przemyśl, „Tygodnik Sportowy” Bydgoszcz, „Unzeiger für den Kreis Pleß” Katowice, „Volkswille” Katowice , „Warciarz” Poznań, „Warszawianka” Warszawa, „Wiek Nowy” Lwów, „Wielkopolska Ilustracja” Poznań, „Ziemia Lubelska” Lublin, „Ziemia Wołyńska” Łuck, „Żołnierz Wielkopolski” Poznań, „Życie Robotnicze” Radom.